# فرانكو ماريا ريتشي
فرانكو ماريا ريتشي (بالإيطالية: Franco Maria Ricci)‏ هو محرر ومصمم جرافيك إيطالي، ولد في 2 ديسمبر 1937 في بارما في إيطاليا.